# Jason Hammel (Baseballspieler)
Jason Aaron Hammel (* 2. September 1982 in Greenville, South Carolina) ist ein ehemaliger US-amerikanischer Baseballspieler in der Major League Baseball auf der Position des Starting Pitchers. Im Jahre 2002 wurde Hammel von den Tampa Bay Rays in der 10. Runde des MLB Draft ausgewählt.

## Vereine
Hammel spielte seit 2006 in folgenden Baseball-Clubs (Saisons):
- von 2006 bis 2007 bei den Tampa Bay Rays (Trikot-Nummer 49)
- 2008 bei den Tampa Bay Rays (Klubnamensänderung 2008 von Tampa Bay Devil Rays zu Tampa Bay Rays) (Nummer 49)
- von 2009 bis 2011 bei den Colorado Rockies (Nummer 46)
- von 2012 bis 2013 bei den Baltimore Orioles (Nummer 39)
- 2014 bei den Chicago Cubs (Nummer 39)
- Wechsel in der Saison 2014 zu den Oakland Athletics (Nummer 40)
- 2015 bei den Chicago Cubs (Nummer 39)

## Gehalt
Jason Hammels Gehalt seit 2008 beläuft sich bisher auf 23.218.500 USD.

## Privates
Hammel wuchs in der Ortschaft Port Orchard im US-Bundesstaat Washington auf. Dort besuchte er die South Kitsap High School sowie das Treasure Valley Community College.